# Aanbidding der Koningen (verblijfplaats onbekend)
De Aanbidding der Koningen is een schilderij van een navolger van de Nederlandse schilder Jheronimus Bosch, dat voor het laatst in 1927 werd gesignaleerd op een veiling bij Anderson Galleries in New York.

## Voorstelling
Het stelt de aanbidding voor van het kind Jezus door de drie Wijzen uit het oosten. Het werk maakt deel uit van een groep schilderijen die allen ontleend zijn aan Bosch’ beroemde Driekoningen-drieluik in het Prado. Het hier besproken werk komt het meest overeen met de Aanbidding der Koningen in het Erasmushuis in Anderlecht, die ook tot deze groep behoort. De drie taferelen van dit drieluik (de Heilige Jozef, de Aanbidding der Koningen en het gevolg der Koningen) is op dit werk gereduceerd tot één compacte voorstelling.

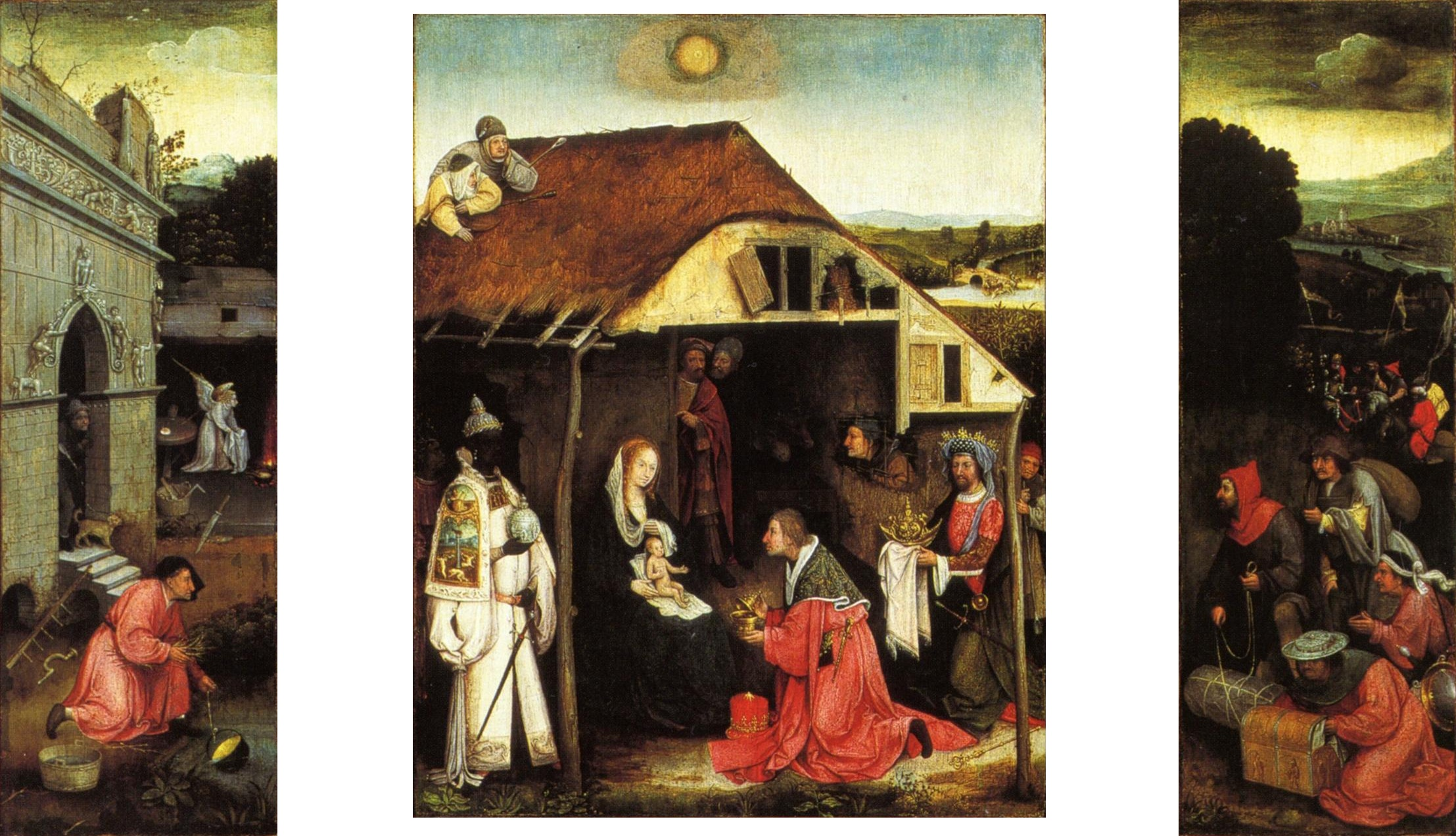
Atelier van Jheronimus Bosch. Aanbidding der Koningen. 1500-1524. Anderlecht, Erasmushuis.

## Toeschrijving en datering
Het werk werd voor het eerst gesignaleerd en besproken door de Duitse kunsthistoricus Max Friedländer. Volgens hem is het ‘in part excellent and worthy of the master, in other parts slack and soft’ (gedeeltelijk de meester waardig, gedeeltelijk slordig en zwak). Volgens hem is het mogelijk een trefzekere imitatie. Volgens Bosch-kenner Gerd Unverfehrt is het geschilderd door een Antwerpse meester, die rond 1520 actief was.

## Herkomst
De Aanbidding der Koningen is afkomstig uit de verzameling van Oostenrijkse edelman Gaston Ritter von Mallmann. In 1926 werd het gesignaleerd bij een onbekende kunsthandel in Wenen en op 20/21 januari 1927 kwam het onder de hamer tijdens de veiling van ‘The collections of H.I.H. Archduke Leopold Salvator, the Marquess of Reading etc.’ bij Anderson Galleries in New York. Hierna ontbreekt ieder spoor.